# Josh Peck
Joshua (Josh) Michael Peck (New York, 10 november 1986) is een Amerikaans acteur, cabaretier en zanger.

## Carrière
Peck begon met acteren aan het einde van de jaren negentig. Hij verkreeg bekendheid bij het jonge publiek door zijn optredens in The Amanda Show en in films als Snow Day, Mean Creek en Max Keeble's Big Move. Hij is echter voornamelijk bekend door zijn rol als Josh Nichols in de serie Drake & Josh, samen met Drake Bell.

## Filmografie

### Televisie
| Televisie   | Televisie                         | Televisie            | Televisie                                    |
| Jaar        | Titel                             | Rol                  | Opmerking                                    |
| ----------- | --------------------------------- | -------------------- | -------------------------------------------- |
| 1999 – 2002 | The Amanda Show                   | Josh                 |                                              |
| 2001        | ER                                | Nick Stevens         | Aflevering: "Thy Will Be Done"               |
| 2001        | Family Guy                        | Charlie              | Aflevering: "The Kiss Seen Around the World" |
| 2001        | Samurai Jack                      | Alien Kid            | Aflevering: "Aku's Fairy Tales"              |
| 2002        | Fillmore                          | Randall Julian       |                                              |
| 2002 – 2003 | Whatever Happened to Robot Jones? | Lenny                | Stem                                         |
| 2004 – 2007 | Drake & Josh                      | Josh Nichols         |                                              |
| 2006        | Drake & Josh Go Hollywood         | Josh Nichols         | Televisiefilm van Nickelodeon                |
| 2006        | Codename: Kids Next Door          | Numbuh               | Aflevering: "Operation C.A.K.E.D.-F.I.V.E."  |
| 2006        | What's New, Scooby-Doo?           | Damian               | Aflevering: "E-Scream"                       |
| 2007        | Drake & Josh: Really Big Shrimp   | Josh Nichols         | Televisiefilm van Nickelodeon                |
| 2008        | Merry Christmas, Drake & Josh     | Josh Nichols         | Televisiefilm van Nickelodeon                |
| 2008        | Stand Up to Cancer                | zichzelf             | AOL                                          |
| 2014        | The Big Bang Theory               | Jesse                | Aflevering: "The Occupation Recalibration"   |
| 2015 – 2016 | Grandfathered                     | Gerald               |                                              |
| 2018 – 2020 | Fuller House                      | Ben (2 afleveringen) |                                              |
| 2022        | How I Met Your Father             | Principal Drew       |                                              |
| 2022-2023   | iCarly                            | Paul                 |                                              |
| 2025        | The Last of Us                    | Janowicz             | Aflevering: "Day One"                        |

### Films
| Film | Film                                 | Film               | Film      |
| Jaar | Titel                                | Rol                | Opmerking |
| ---- | ------------------------------------ | ------------------ | --------- |
| 2000 | Snow Day                             | Wayne Alworth      |           |
| 2001 | Max Keeble's Big Move                | Robe               |           |
| 2002 | Spun                                 | Fat Boy            |           |
| 2004 | Mean Creek                           | George Tooney      |           |
| 2005 | Havoc                                | Josh Rubin         |           |
| 2006 | Special                              | Joey               |           |
| 2006 | Ice Age: The Meltdown                | Eddie              | Stem      |
| 2008 | Drillbit Taylor                      | Ronnie             |           |
| 2008 | American Primitive                   | Spoke White        |           |
| 2008 | The Wackness                         | Luke Shapiro       |           |
| 2008 | Emerson fall                         |                    |           |
| 2009 | What Goes Up                         | Jim Lement         |           |
| 2009 | Ice Age: Dawn of the Dinosaurs       | Eddie              | Stem      |
| 2009 | Aliens in the Attic                  | Sparks             | Stem      |
| 2010 | The Hearts of Men                    | James              |           |
| 2012 | Red Dawn                             | Matt Eckert        |           |
| 2012 | ATM                                  | Corey              |           |
| 2013 | Battle of the Year                   | Franklyn           |           |
| 2015 | Danny Collins                        | Nicky Ernst        |           |
| 2017 | Take the 10                          | Chris              |           |
| 2017 | Gnome Alone                          | Liam               | Stem      |
| 2018 | Locating Silver Lake                 | Daniel             |           |
| 2019 | Fantastica: A Boonie Bears Adventure | Bramble            | Stem      |
| 2021 | Doors                                | Vince              |           |
| 2022 | 13                                   | Rabbi Shapiro      |           |
| 2023 | Oppenheimer                          | Kenneth Bainbridge |           |